# Călugăreni (Giurgiu)
Călugăreni is een Roemeense gemeente in het district Giurgiu.
Călugăreni telt 6270 inwoners.